# Hechos 7

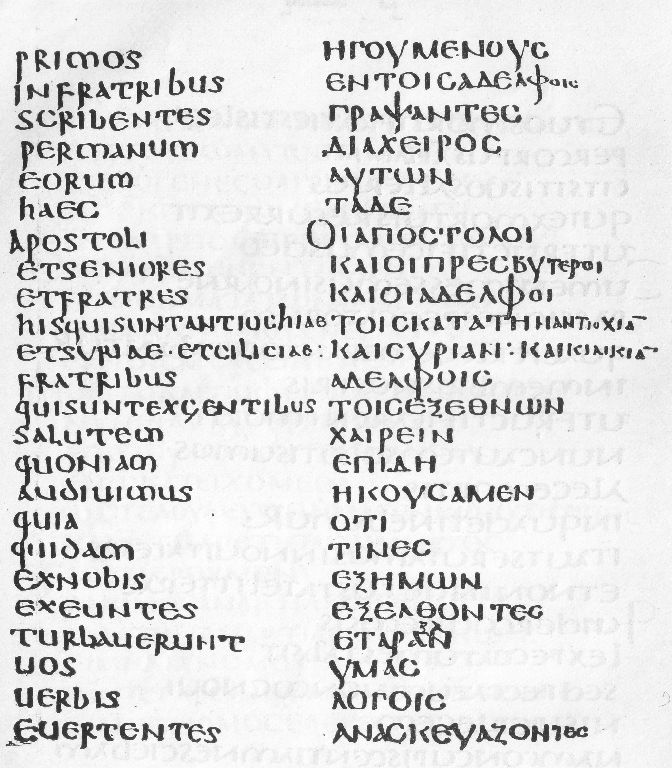
Hechos 15:22-24 en latín (columna izquierda) y griego (columna derecha) en el Codex Laudianus, escrito hacia el año 550 d.C.

Hechos 7 es el séptimo capítulo de los Hechos de los Apóstoles del Nuevo Testamento de la Bibliacristiana. En él se recoge el discurso de Esteban ante el Sanedrín y su ejecución a las afueras de Jerusalén, y se presenta a Pablo (que más tarde se convertiría en Pablo Apóstol). El autor del libro que contiene este capítulo es anónimo, pero la tradición cristiana primitiva afirmó uniformemente que Lucas compuso este libro, así como el Evangelio de Lucas.

## Texto
El texto original fue escrito en griego koiné. Este capítulo está dividido en 60 Versículos.

### Testigos textuales
Algunos manuscritos antiguos que contienen el texto de este capítulo son:
Ÿ En griego
- Códice Vaticano (325-350 d. C.)
- Codex Sinaiticus (330-360)
- Codex Bezae (~400)
- Codex Alexandrinus (400-440)
- Codex Ephraemi Rescriptus (~450)
- Codex Laudianus (~550)
- Papiro 33 (~550)

Y En latín
- Palimpsesto de León (siglo VII; existen los Versículos 27-60)[3]

## El discurso de Esteban (7:1-53)
En la superficie, el discurso de Esteban aparentemente tenía poca relación con los cargos contra él, que habló «blasfemas palabras contra Moisés y Dios», pero las palabras registradas aparentemente forman parte de un «discurso polémico más amplio, que construye y desarrolla los argumentos ya expuestos en los sermones y discursos de juicio de los apóstoles». Alexander sugiere que constituye una «Biblia reescrita»: «un recuento selectivo de la historia bíblica desde un punto de vista teológico particular», de forma similar al Salmo 105, entre otros en la Biblia hebrea, en la literatura intertestamentaria y en Hebreos 11.
Existen paralelismos entre el discurso de Esteban y los siguientes textos bíblicos:
- Hechos 7:3: Génesis 12:1.[6]
- Hechos 7:7: Génesis 15:14; Éxodo 3:12
- Hechos 7:8: Génesis 17:9, Génesis 21:3 y Génesis 25:26[6]
- Hechos 7:9: Génesis 29:31 y Génesis 37:28[6]
- Hechos 7:10: Génesis 41:37[6]
- Hechos 7:12: Génesis 42:1[6]
- Hechos 7:13: Génesis 45:4[6]
- Hechos 7:14: Éxodo 1:5
- Hechos 7:15: Génesis 46:5[6]
- Hechos 7:16: Génesis 49:33[6]
- Hechos 7:20: Éxodo 2:2[6]
- Hechos 7:24: Éxodo 2:11[6]
- Hechos 7:26: Éxodo 2:13[6]
- Hechos 7:28: Éxodo 2:14
- Hechos 7:30: Éxodo 3:2[6]
- Hechos 7:32: Éxodo 3:6,15
- Hechos 7:34: Éxodo 3:5,7,8,10
- Hechos 7:35: Éxodo 2:14
- Hechos 7:36: Éxodo 7:9 y Éxodo 16:1[6]
- Hechos 7:37: Deuteronomio 18:15[6]
- Hechos 7:38: Éxodo 19:3[6]
- Hechos 7:40: Éxodo 32:1,23[6]
- Hechos 7:43: Amós 5:25-27[6]
- Hechos 7:46: Salmo 132 Salmos 132:5[7]
- Hechos 7:47: 1 Crónicas 17:12[6]
- Hechos 7:48: Hechos 17:24[6]
- Hechos 7:49-50: Isaíah 66:1-2

### Versículo 16
Este Versículo ha sido muy estudiado por los teólogos porque el discurso de Esteban parece contradecir el relato del Libro del Génesis:
- Esteban: y fueron llevados de vuelta a Siquem y depositados en la tumba que Abraham había comprado por una suma de plata a los hijos de Hamor en Siquem. [9]
- Génesis 50:13: ... y [lo] enterraron en la cueva del campo en la Tumba de los Patriarcas, al este de Mamre, que Abraham compró con el campo a Efrón el Hitita para poseerlo como lugar de enterramiento.[10]

### Comentarios al discurso de Esteban
El discurso de  Esteban, el más extenso del libro de los Hechos de los Apóstoles, ofrece un resumen de la historia de Israel en tres etapas: patriarcal, mosaica y la construcción del Templo, culminando con una breve sección argumentativa. Esteban no se defiende directamente, sino que responde con una interpretación cristiana de la historia de la salvación. Sostiene que el Templo y la Ley han cumplido su función y, como cristiano, tiene una visión más profunda y universal de ambos. Afirma que se puede adorar a Dios en cualquier lugar, dando un sentido más espiritual al Templo. Este enfoque respeta y perfecciona el judaísmo al revelar su verdadero propósito. Esteban también presenta a Moisés como una prefiguración de Cristo, sugiriendo que la oposición de los israelitas a Moisés se refleja en el rechazo más grave hacia Jesús, quien es el nuevo Moisés y libertador.

## Muerte de Esteban (7:54-60)
La reacción de la audiencia al discurso de Esteban alcanzó un punto dramático en el versículo 54 y aumentó aún más la descripción de Esteban de su visión en los versículos 55-56. La visión de Esteban de la gloria de Dios tiene una continuidad con su discurso sobre Abraham (7:2) y Moisés (cf. Éxodo 33:18-23), pero ahora se extiende al cielo abierto (versículo 56) con la figura de Jesús mismo colocado 'a la diestra de Dios' (versículo 55) denotando el más alto
lugar de honor y confirmando la afirmación de Esteban de que el salvador rechazado es de hecho el 'Justo' de Dios. Esteban como 'prototipo del martirio cristiano' muere 'invocando el nombre del Señor' esperando que el exaltado Jesús reciba su espíritu (versículo 59) y luego clama 'a gran voz' (versículo 60; cf. Lucas 23:46) pidiendo perdón, como un eco de la oración de Lucas 23:34.

### Versículo 55
Pero él, lleno del Espíritu Santo, miró fijamente al cielo, y vio la gloria de Dios, y a Jesús que estaba a la derecha de Dios,
- «Jesús de pie a la derecha de Dios»: El 'de pie' Jesús (en lugar de 'sentado') 'probablemente indica su levantamiento para recibir' Stephen; esta frase es una variación de Salmos 110:1.[15]

### Versículo 58
Y lo echaron fuera de la ciudad y lo apedrearon. Y los testigos pusieron sus ropas a los pies de un joven llamado Saulo.
- «Expulsadle de la ciudad»: Esta acción recuerda el mandamiento de Levitico 24:14, 23:

Sacad al blasfemo fuera del campamento... y sacaron al blasfemo fuera del campamento, y lo apedrearon hasta la muerte.

### Versículo 59
Y apedrearon a Esteban mientras invocaba a Dios y decía: "Señor Jesús, recibe mi espíritu"
El Pulpit Commentary señala las palabras de Esteban en Hechos 7:59 como un 'sorprendente reconocimiento de la divinidad de Cristo: sólo él, que dio el espíritu, podía recibirlo de nuevo'.

### Versículo 60
Entonces se arrodilló y clamó a gran voz: «Señor, no los acuses de este pecado.» Y habiendo dicho esto, se murió 
Alexander Maclaren ha señalado que este Versículo contiene «la única narración en el Nuevo Testamento de un martirio o muerte cristiana».

## Comentarios a la muerte de Esteban
El escrito de Lucas propone un paralelismo entre las muertes de Jesús y Esteban, pero introduce una novedad importante: mientras Jesús dirige sus plegarias a Dios Padre, Esteban las dirige al Señor Jesús, reconociendo así la divinidad de Cristo. Esto refleja lo que Esteban contempla en su visión, reafirmando la identidad divina de Jesús.

Los que sufren por Cristo gozan de la gloria de toda la Trinidad. Esteban vio al Padre y a Jesús situado a su derecha, porque Jesús se aparece sólo a los suyos, como a los Apóstoles después de la Resurrección. Mientras el campeón de la fe permanecía sin ayuda en medio de los furiosos asesinos del Señor, llegado el momento de coronar al primer mártir, vio al Señor, que sostenía una corona en la mano derecha, como si le animara a vencer la muerte y para indicarle que Él asiste interiormente a los que van a morir por su causa. Revela por lo tanto lo que ve, es decir, los Cielos abiertos, cerrados a Adán y vueltos a abrir solamente a Cristo en el Jordán, pero abiertos también después de la Cruz a todos los que conllevan el dolor de Cristo, y en primer lugar a este hombre. Observad que Esteban revela el motivo de la iluminación de su rostro, pues estaba a punto de contemplar esta visión maravillosa. Por eso se mudó en la apariencia de un ángel, a fin de que su testimonio fuera más fidedigno.

Finalmente, Lucas introduce en su relato al joven Saulo, quizás para sugerir que la caridad de Esteban, manifestada en el perdón que solicita para sus perseguidores, se hizo pronto eficaz. Así lo apunta más de un predicador cristiano: 

Esteban, para merecer la corona que significa su nombre, tenía la caridad como arma, y por ella triunfaba en todas partes. Por la caridad de Dios, no cedió ante los judíos que lo atacaban; por la caridad hacia el prójimo, rogaba por los que lo lapidaban. Por la caridad, argüía contra los que estaban equivocados, para que se corrigieran; por la caridad, oraba por los que lo lapidaban, para que no fueran castigados. Confiado en la fuerza de la caridad, venció la acerba crueldad de Saulo, y mereció tener en el cielo como compañero a quien conoció en la tierra como perseguidor. La santa e inquebrantable caridad de Esteban deseaba conquistar orando a aquellos que no pudo convertir amonestando. Y ahora Pablo se alegra con Esteban, y con Esteban goza de la caridad de Cristo, triunfa con Esteban, reina con Esteban; pues allí donde precedió Esteban, martirizado por las piedras de Pablo, lo ha seguido éste, ayudado por las oraciones de Esteban. (…) La caridad es la fuente y el origen de todos los bienes, egregia protección, camino que conduce al cielo.